# گمینا ووژنا
گمینا ووژنا (به لهستانی:  Gmina Łużna) یک گمینا در لهستان است که در شهرستان گورلیتسه واقع شده‌است. گمینا ووژنا ۵۶٫۲۴ کیلومتر مربع مساحت و ۸٬۲۰۲ نفر جمعیت دارد.

## خواهرخوانده
شهر ماساروزا خواهرخواندهٔ گمینا ووژنا هست.